# Elvis (hélicoptère)
« L'hélicoptère grue Elvis », sur Canal D (consulté le 15 juillet 2019)
Elvis est le surnom donné à l'hélicoptère de type grue volante Erickson S-64 Air-Crane N179AC, renommé en Australie comme appareil de lutte contre les feux de brousse. Il peut contenir 9 500 litres d'eau ou de mélange de mousse et a été importé par le Gouvernement de Victoria (en) depuis les États-Unis pour chacune des saisons d'incendie depuis 2001-2002. L'hélicoptère a obtenu ce surnom en raison de son utilisation antérieure par la Garde nationale américaine, à Memphis, où le chanteur Elvis Presley a vécu une grande partie de sa vie.
Les bombardiers d'eau Erickson Air-Crane se sont d'abord mis en évidence dans le Victoria en décembre 1997. Le premier, surnommé par les habitants "Eric le bombardier d'eau" (N223AC), a été utilisé pour lutter contre un incendie à Frankston et le feu-Calédonie[pas clair] dans le Parc National Alpin. Il s'est à nouveau mis en évidence pendant les saisons d'incendies ultérieures jusqu'à 2000-2001. Le 27 décembre 2001, "Elvis", alors arrivé à Melbourne, a été immédiatement déployé à Bankstown ( Nouvelle-Galles du Sud) pour contribuer aux efforts de pompiers dans la région de Sydney. Il a été salué pour son rôle en aidant à préserver près de 300 maisons. Il a également été reconnu pour sa participation au sauvetage de 14 pompiers dans la vallée Burragorang en Nouvelle-Galles du Sud.
Deux autres grues volantes, "Georgia Peach" (N154AC) et "Incroyable Hulk" (N164AC), ont été transportés hors des États-Unis à bord d'un Antonov An-124, un avion-cargo russe pour la lutte contre les feux de brousse de Sydney en 2001-2002, après le déploiement réussi de "Elvis".
Un certain nombre d'autres grues volantes se sont par la suite mis en évidence en l'Australie lors de chaque saison de feux de brousse. Ils étaient basés en Australie-Occidentale, Victoria, Nouvelle-Galles du Sud et dans le Territoire de la capitale australienne.
Elvis a également soulevé des pylônes électriques en Alberta au Canada, comme le montre le documentaire TV de 2014 Rise of the Machines,.
L'hélicoptère dispose d'un poste de contrôle tourné vers l'arrière avec un angle de vision à 180°.

## Déploiements d'«Aircrane» (AC) et de «Skycrane» (HT) en Australie
(décembre 2015).

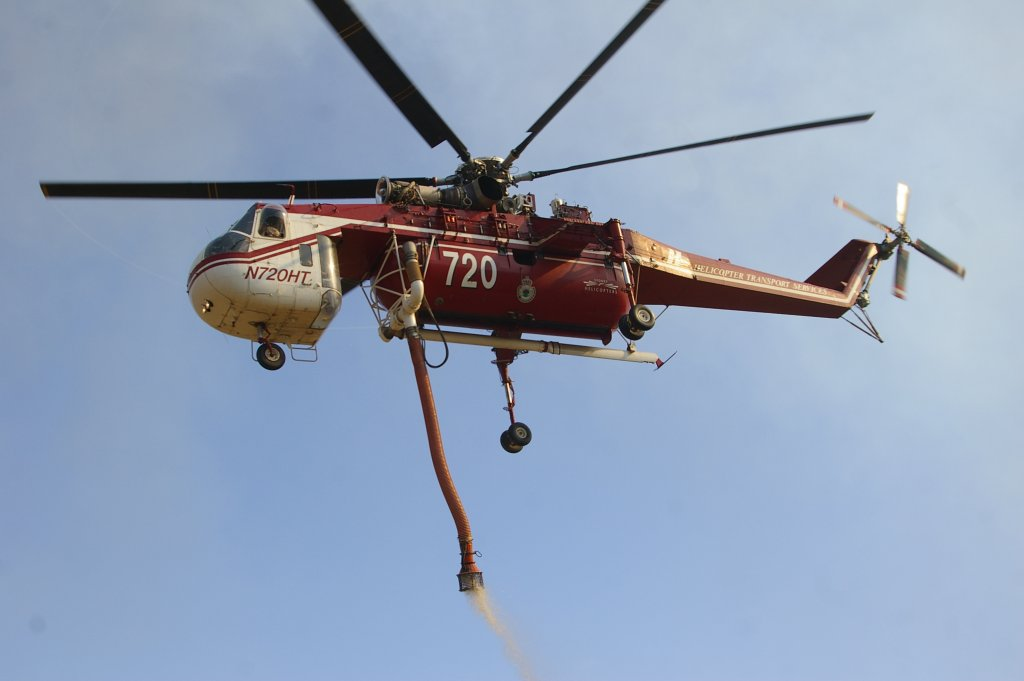
Une grue volante à réservoir d'eau (surnommée "Shania") engagée dans la lutte contre les feux de broussaille à Lithgow, en Nouvelle-Galles du Sud en novembre 2006.

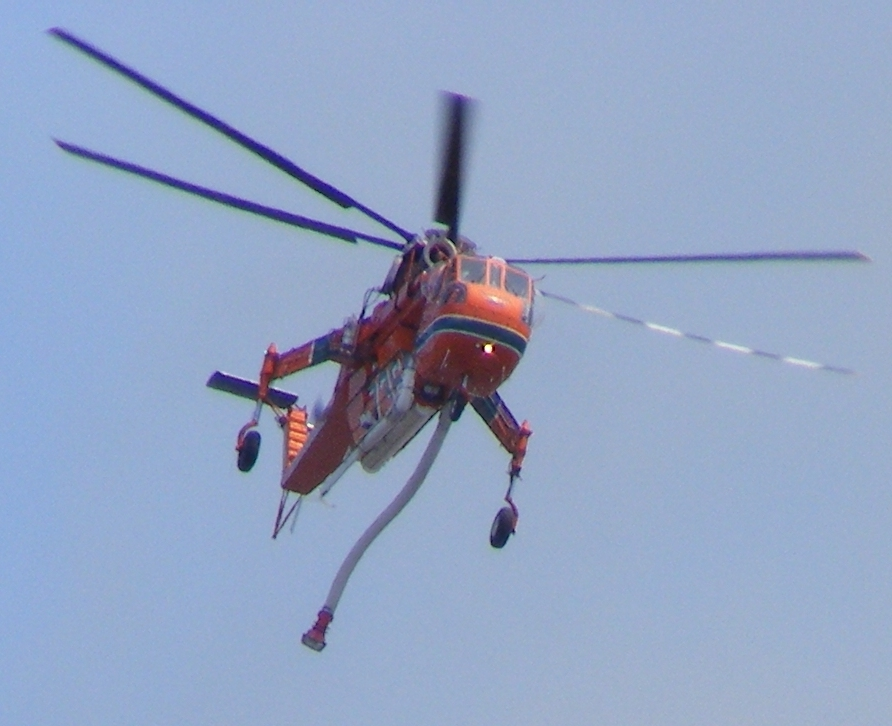
"Incredible Hulk" luttant contre le feu dans la Chaîne du Mont-Lofty (Australie-Méridionale) en mars 2008

- 1997–1998 Victoria: "Millie" (N223AC)
- 2001–2002 Victoria: "Elvis" (N179AC); New South Wales: "Georgia Peach" (N154AC) & "Incredible Hulk" (N164AC)
- 2002–2003 Victoria: "Elvis" (N179AC); New South Wales: "Georgia Peach" (N154AC) & "Incredible Hulk" (N164AC)[9] and "Isabelle" (N178AC) and "Gypsy Lady" (N189AC)[10].
- 2003–2004 Victoria: "Elvis" (N179AC);  New South Wales: "Isabelle" (N178AC)
- 2004–2005 Victoria: "Elvis" (N179AC); New South Wales: "Rocky" (N722HT)[11]
- 2006–2007 Victoria: "Elvis" (N179AC) & "Malcolm" (N217AC)[12]; New South Wales: "Shania" (N720HT)[13]; Australian Capital Territory: "Delilah" (N194AC)
- 2007–2008 Victoria: "Elvis" (N179AC) & "Elsie" (N218AC)[14]; New South Wales: "Shania" (N720HT)[15]; Australian Capital Territory, South Australia and Tasmania (shared): "Incredible Hulk"[16],[17]
- 2008–2009 Victoria: "Elvis" (N179AC) & "Bluey" a.k.a. "Elsie" (N218AC); New South Wales: "Malcolm" (N217AC) & "Clancy" a.k.a. "Isabelle" (N178AC); South Australia: "Flynn" a.k.a. "Christine" (N173AC); spare "Delilah" (N194AC); for the period of Australian operations, some aircraft have been temporarily renamed with Australian themed names[18].
- 2009–2010 Victoria: "Elvis" (N179AC)[19]
- 2011–2012: Western Australia: "Elsie" (N218AC) [20]
- 2012–2013 Victoria: "Elvis" (N179AC)  and "Gypsy Lady" (N189AC)[21].
- 2013–2014 New South Wales: "Gypsy Lady" (N189AC) and "Ichabod" (N957AC)[22],[23]; Victoria:"Delilah" (N194AC) & "Malcolm" (N217AC)[24]

L'utilisation des grues volantes fait l'objet d'un contrat entre le National aerial firefighting centre et les différents états et territoires gouvernementaux.